# متلازمة حاييم مونك
متلازمة حاييم مونك (المعروفة أيضًا باسم فرط التقرن الراحي الأخمصي المصحوب بالتهاب النسج الداعمة للأسنان وعنكبية الأصابع، وانحلال العظم الحاد ومتلازمة كوشين اليهودية) هي مرض جلدي تسببه، مثل متلازمة بابيلون-ليفيفر، طفرة في جين كاثيبسين سي. ومن سماته تقوس الأصابع وانعقاف الأظافر.
سمي على اسم سليم حاييم وج. مونك، اللذين وصفا المرض لأول مرة في عام 1965.

## الأعراض
تبدأ معظم علامات متلازمة حاييم مونك في الظهور خلال أول 2-4 سنوات من العمر. العلامات العامة في هذه المرحلة هي سماكة وتقشر جلد الراحتين والأخمصين (تقرن الجلد الراحي الاخمصي) والمرفقين وتساقط الأسنان اللبنية بسبب نوبات متكررة من تسوس الأسنان والتهاب النسج الداعمة السنية. يُظهر الناس أيضًا سماكة وتقوس الأظافر، وتسطح القدم، والطول الشديد ونحافة الأصابع سواء في اليد أو القدم (عنكبية الأصابع)، وانحلال العظم الذي يشمل المشاشيات البعيدة للأصابع (انحلال العظم الحاد). قد تحدث تقلصات انثناء دائمة للمفاصل الكبيرة والصغيرة مع تقدم المرض. في حالات معينة، أبلغ عن التهاب مفاصل الكتفين والمعصمين مع المرض.

## الأسباب
متلازمة حاييم مونك هي سمة وراثية متنحية. في بعض الحالات، يكون والدي الأفراد المصابين بمتلازمة حاييم مونك من الأقارب. يشير التحليل الجيني إلى أن متلازمة حاييم-مونك قد تكون ناجمة عن طفرة جينية في الجين CTSC كاثيبسين C، الموجود على الذراع الطويلة للكروموسوم 11. علاوة على ذلك، يوضح التحليل أنه في الأفراد المصابين بمتلازمة حاييم مونك، أحاط النمط الفرداني بموقع الجين ويبدو أنه ينتقل معه كوحدة واحدة. يشير هذا إلى أن جين CTSC موروث من سلف مشترك.
ينظم جين CTSC كاثيبسين C إنتاج إنزيم كاثيبسين C، والذي يظهر في الأعضاء والأنسجة المختلفة. يُعتقد أن جين CTSC يلعب دورًا في تمايز الخلايا الظهارية، ما يؤدي إلى فرط التقرن في باطن القدمين وراحة اليد، ويربط اللثة بسطح السن.

## التشخيص
يأتي التشخيص من أخذ التاريخ المرضي الشامل وتحديد الأعراض المميزة. التعرف على الأعراض الجسدية مهم لتمييز هذا المرض عن متلازمة بابيلون لوفيفر. لهذا السبب، غالبًا ما تشخص متلازمة حاييم مونك في سن مبكرة.
في كثير من الحالات، قد يكون تشخيص متلازمة حاييم مونك صعبًا عند الأطفال الصغار، حيث يمكن الخلط بين العديد من الأعراض والتشوهات الجلدية الأخرى. غالبًا ما يأتي تشخيص المرض بين سن الثالثة والخامسة عندما تبدأ أسنان الأطفال في الظهور، ويظهر التهاب وتنكس الأنسجة الداعمة المحيطة بالأسنان. تشمل بعض الاختبارات التشخيصية الرئيسية الأخرى: الفحص البدني جنبًا إلى جنب مع التاريخ العائلي، والدراسة الجينية باستخدام عينات الدم، ودراسة التصوير الشعاعي لسمات الأسنان واليدين والقدمين.

## العلاج
يتشابه علاج متلازمة حاييم مونك مع علاج متلازمة بابيلون-ليفيفر.
- الرتينويدات عن طريق الفم، مثل الأسيتريتين، والإيريتينات، والأيزوتريتينوين، لعلاج تقرن الجلد، وبشكل أقل فعالية، لالتهاب النسج الداعمة السنية. يمكن أيضًا استخدام المطريات الموضعية وحمض الساليسيليك ومستحضرات اليوريا كمواد مساعدة.
- خلع الأسنان اللبنية مع وصف المضادات الحيوية عن طريق الفم وتنظيف الأسنان التخصصي لالتهاب النسج الداعمة السنية.
- قد تشمل العلاجات الجراحية التصحيح الجراحي لتشوهات العظام التي تظهر عادة في اليدين أو القدمين.

- قد يعالج أطباء القدم القدم المسطحة بأحذية خاصة أو حشوات للأحذية.